# Salaca
Salaca is een rivier in Noord-Letland. De rivier stroomt vanuit het meer Burtnieks richting het westen om bij Salacgrīva uit te monden in de Golf van Riga.
Aan de monding ligt Salacgrīva, ongeveer op de helft tussen bron en monding ligt de plaats Staicele. Nog meer landinwaarts ligt Mazsalaca (Duits: Salisburg) aan de rivier.
Langs de oevers bevinden zich kliffen van rode zandsteen uit het Devoon, er zijn grotten en stroomversnellingen. In de herfst kan er op Atlantische zalm worden gevist.
Vanaf Mazsalaca en dan stroomafwaarts begint het natuurpark van de Salaca-vallei, uitmondend in het Biosfeerreservaat Noord-Vidzeme.

## Afbeeldingen

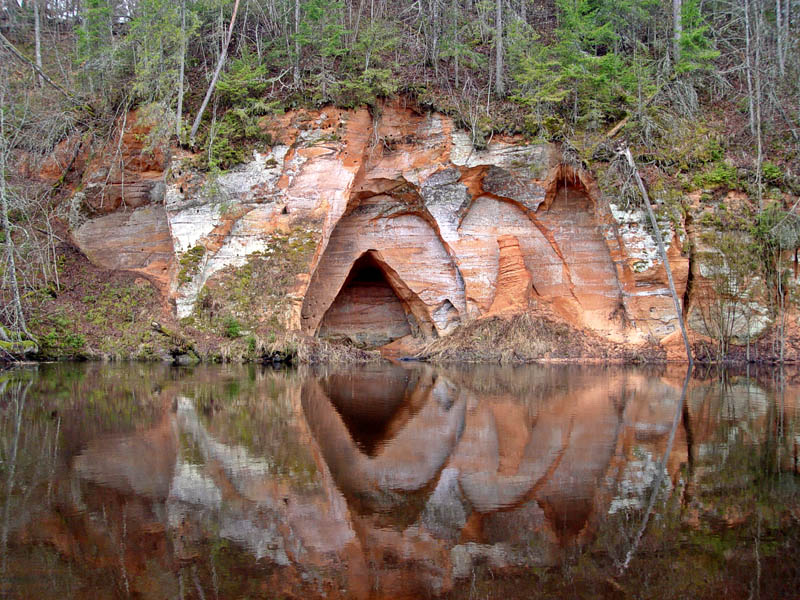
Engelengrot
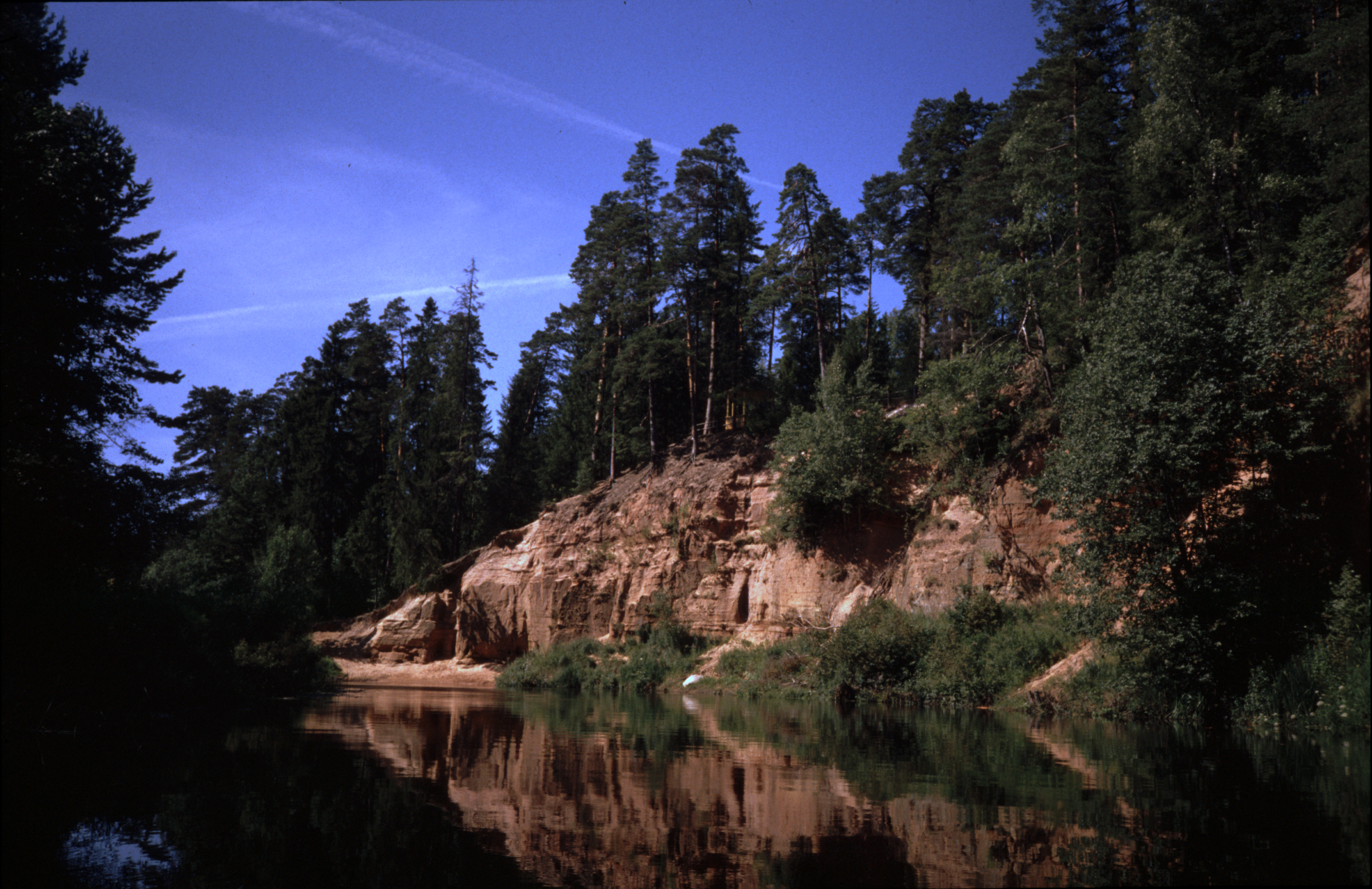
Kliffen langs de Salaca
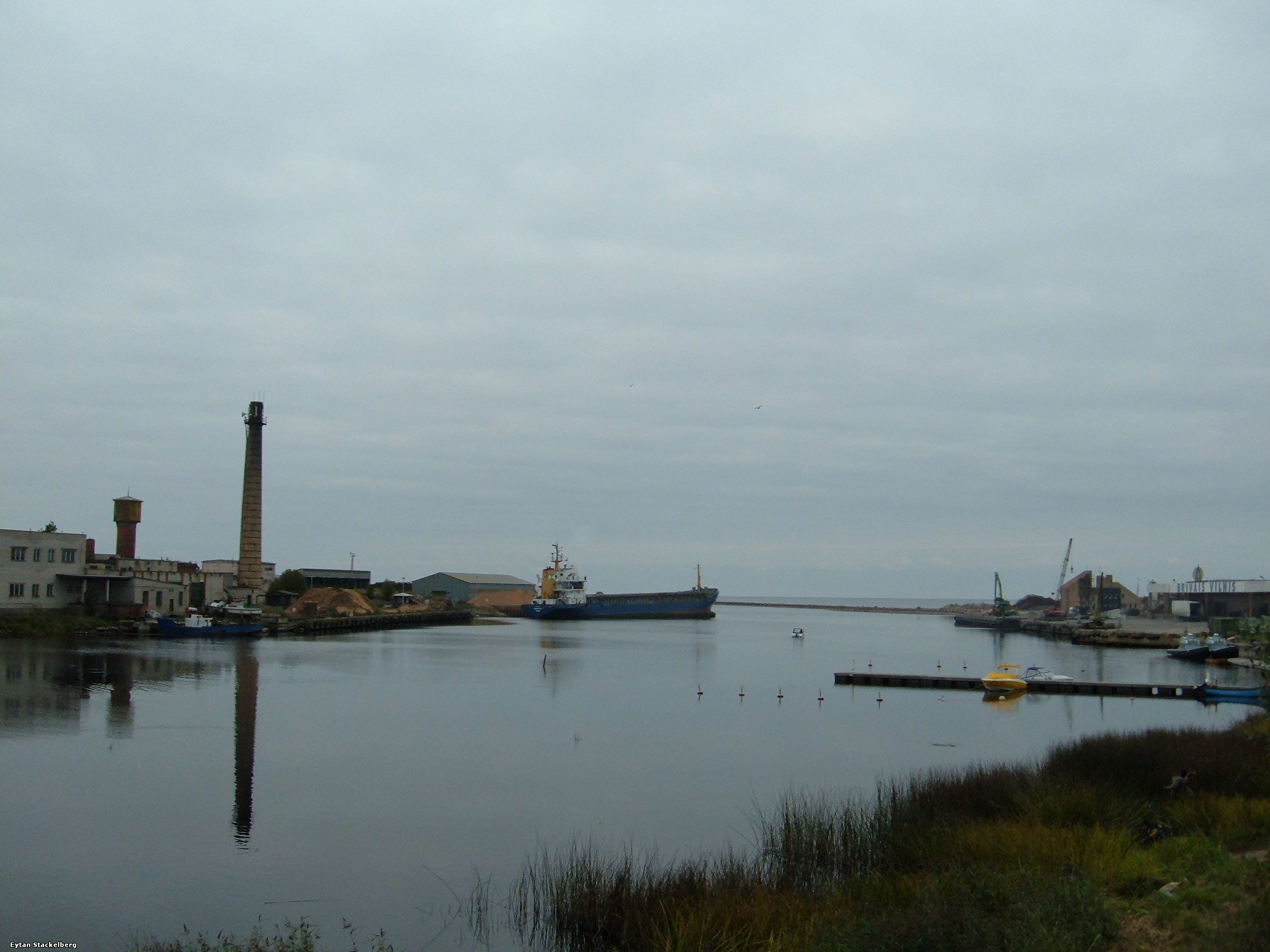
Monding in Golf van Riga